# Jankov (kraj Wysoczyna)
Jankov – gmina w Czechach, w powiecie Pelhřimov, w kraju Wysoczyna.
1 stycznia 2017 gminę zamieszkiwało 35 osób, a ich średni wiek wynosił 42,7 roku.